# Lực lượng Vũ trang Ả Rập Xê Út
Quân đội Ả Rập Xê Út hay Lực lượng Vũ trang Ả Rập Xê Út (tiếng Ả Rập: القوات المسلحة الملكية السعودية) là lực lượng quân sự của Ả Rập Xê Út. Quân đội gồm 5 nhánh chính là: Lục quân Hoàng gia Ả Rập Xê Út, Hải quân Hoàng gia Ả Rập Xê Út, Không quân Hoàng gia Ả Rập Xê Út, Phòng không Hoàng gia Ả Rập Xê Út và Lực lượng Tên lửa Chiến lược Hoàng gia Ả Rập Xê Út. Quân đội Ả Rập Xê Út do Bộ Quốc phòng quản lý.
Ngoài ra còn có 3 nhánh vũ trang khác nhưng không thuộc Bộ Quốc phòng là: Vệ binh Quốc gia Ả Rập Xê Út (thuộc Bộ Vệ binh Quốc gia, là lực lượng dân quân), Trung đoàn Vệ binh Hoàng gia Ả Rập Xê Út (chịu sự chỉ huy trực tiếp của Vua Ả Rập Xê Út, là lực lượng cảnh vệ và an ninh của hoàng gia) và Biên phòng Ả Rập Xê Út (thuộc Bộ Nội vụ).
Quân đội Ả Rập Xê Út có tổng cộng khoảng 127.000 lính. Năm 2017 theo phỏng đoán, Lục quân có 75.000 lính; Không quân có 20.000 lính; Hải quân có 13.500 lính; Phòng không có 16.000 lính; Lực lượng Tên lửa Chiến lược có 2.500 lính và cảnh vệ quốc gia có 75.000 lính và 25.000 dân quân của các bộ tộc.